# 聚散離合
《聚散離合》（英語：Home and Away）是澳洲第二長壽的肥皂劇，自1988年1月17日起，於星期日晚上黃金時段在七號電視網播放。故事發生於新南威爾斯一個虛構的地方——夏日海灣（Summer Bay），講述當地居民的軼事，最初圍繞弗萊徹家（Fletcher Family）兩夫婦湯姆·弗萊徹和皮帕·羅斯，及他們5名收養回來的子女——弗蘭克·摩根、卡莉·莫里斯、林恩·達文波特、史蒂芬·馬西森和莎莉·弗萊徹，從大城市遷往臨海小鎮的生活點滴。
此劇在澳洲以外亦有播出，於英國第五台及愛爾蘭廣播電視屬最受歡迎的劇集，在紐西蘭及法國甚至直接使用《夏日海灣》命名。很多在荷里活大紅大紫的澳洲籍演員，最初在家鄉亦曾經參演此劇。

## 外部連結
- 官方网站
- 互联网电影数据库（IMDb）上《聚散離合》的资料（英文）